# Campeonato Africano de Voleibol Femenino
El Campeonato Africano de Voleibol Femenino es la máxima competición entre selecciones femeninas de voleibol de África, organizada por la Confederación Africana de Voleibol por primera vez en 1976; desde 1985 se disputa periódicamente cada dos años.

## Historial
| Año  | Sede      | Campeón    | Subcampeón | Tercero    |
| ---- | --------- | ---------- | ---------- | ---------- |
| 1976 | Egipto    | Egipto     | Túnez      | Marruecos  |
| 1985 | Túnez     | Túnez      | Egipto     | Camerún    |
| 1987 | Marruecos | Túnez      | Marruecos  | Egipto     |
| 1989 | Mauricio  | Egipto     | Mauricio   | Madagascar |
| 1991 | Egipto    | Kenia      | Egipto     | Camerún    |
| 1993 | Nigeria   | Kenia      | Egipto     | Nigeria    |
| 1995 | Kenia     | Kenia      | Nigeria    | Túnez      |
| 1997 | Egipto    | Kenia      | Nigeria    | Angola     |
| 1999 | Nigeria   | Túnez      | Camerún    | Nigeria    |
| 2001 | Nigeria   | Seychelles | Nigeria    | Camerún    |
| 2003 | Kenia     | Egipto     | Kenia      | Camerún    |
| 2005 | Nigeria   | Kenia      | Nigeria    | Egipto     |
| 2007 | Kenia     | Kenia      | Argelia    | Túnez      |
| 2009 | Argelia   | Argelia    | Túnez      | Camerún    |
| 2011 | Kenia     | Kenia      | Argelia    | Egipto     |
| 2013 | Kenia     | Kenia      | Camerún    | Túnez      |
| 2015 | Kenia     | Kenia      | Argelia    | Camerún    |
| 2017 | Camerún   | Camerún    | Kenia      | Egipto     |
| 2019 | Egipto    | Camerún    | Kenia      | Senegal    |
| 2021 | Ruanda    | Camerún    | Kenia      | Marruecos  |

## Medallero
| Selección  | Oro | Plata | Bronce | Total |
| ---------- | --- | ----- | ------ | ----- |
| Kenia      | 9   | 4     | 0      | 13    |
| Egipto     | 3   | 3     | 4      | 10    |
| Camerún    | 3   | 2     | 6      | 11    |
| Túnez      | 3   | 2     | 3      | 8     |
| Argelia    | 1   | 3     | 0      | 4     |
| Seychelles | 1   | 0     | 0      | 1     |
| Nigeria    | 0   | 4     | 2      | 6     |
| Marruecos  | 0   | 1     | 2      | 3     |
| Mauricio   | 0   | 1     | 0      | 1     |
| Angola     | 0   | 0     | 1      | 1     |
| Madagascar | 0   | 0     | 1      | 1     |
| Senegal    | 0   | 0     | 1      | 1     |